# آینزاتس‌گروپن
آینزاتس‌گروپن (آلمانی: Einsatzgruppen) (نام کامل آلمانی Einsatzgruppen der Sicherheitspolizei und des SD) جوخه‌های مرگ شبه‌نظامی اس‌اس آلمان نازی در اروپای در اشغال آلمان که مسئول کشتارجمعی در جریان جنگ جهانی دوم بودند. این گروه در قتل شمار زیادی از روشن‌فکران و نخبگان فرهنگی لهستان و هم‌چنین در اجرای فرمان راه حل نهایی برای یهودیان در سرزمین‌های تحت اشغال آلمان نازی در اروپا مشارکت داشتند. تقریباً تمامی قربانیان این جوخه‌ها غیرنظامیان بودند.
این گروه زیر نظر هاینریش هیملر و راینهارد هایدریش در جریان اشغال لهستان در سپتامبر ۱۹۳۹ و در جریان عملیات بارباروسا در ژوئن ۱۹۴۱ با پیشروی ارتش آلمان نازی پیش می‌رفتند. به دستور آدولف هیتلر ارتش آلمان نازی می‌بایست با این گروه همکاری می‌کرد و پشتیبانی لجستیکی را برای آن‌ها فراهم می‌کرد. تاریخ‌نگار رائول هیلبرگ تخمین زده‌است که میان سال‌های ۱۹۴۱ تا ۱۹۴۵ این گروه بیش از ۲ میلیون نفر (شامل ۱٬۳ میلیون یهودی) را در سراسر اروپا به قتل رسانده‌اند.
پس از پایان جنگ جهانی دوم، ۲۴ رهبر ارشد این گروه در دادگاهی به نام دادگاه آینزاتس‌گروپن در سال‌های ۱۹۴۷–۴۸ میلادی به جرم جنایت علیه بشریت و جنایت جنگی محاکمه شدند. ۱۴ حکم اعدام و ۲ حکم حبس ابد در این دادگاه داده شد. ۴ متهم دیگر در این دادگاه بعدها به‌دست کشورهای دیگر محاکمه و اعدام شدند.

## شکل‌گیری و عملیات تی۴

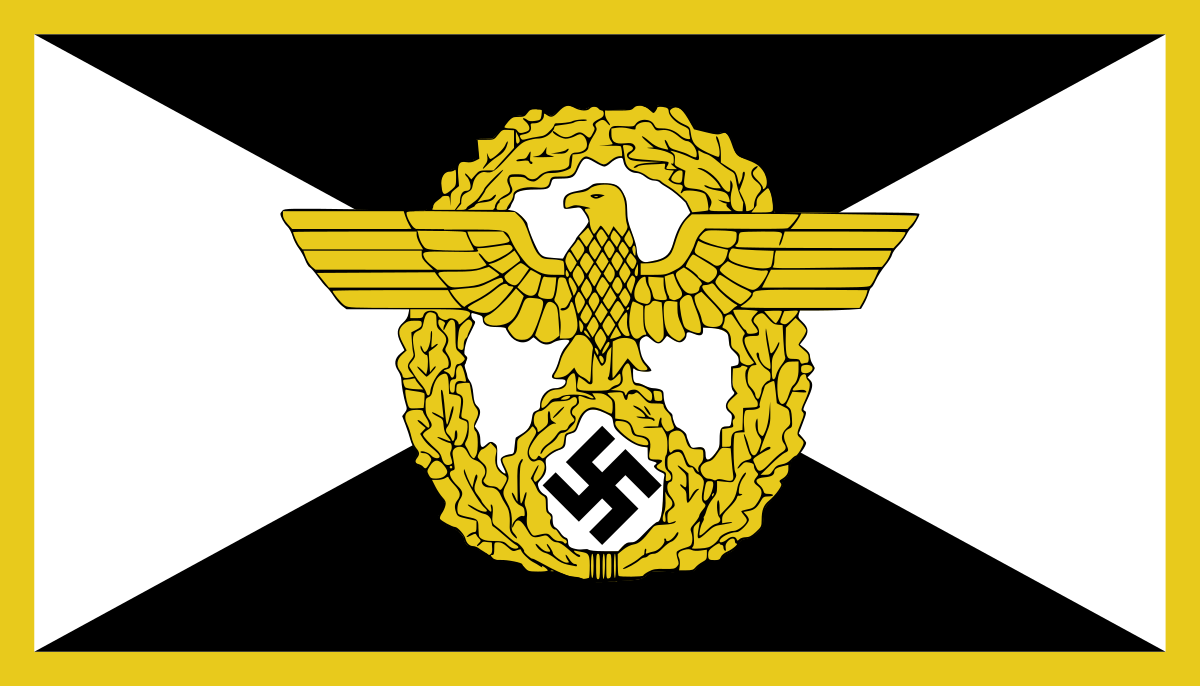
تصویر از پرچم دفتر مرکزی امنیت

آینزاتس‌گروپن، قبل از اشغال لهستان توسط راینهارد هایدریش به‌وجود آمد. این گروه در ابتدا به‌عنوان بخشی از زیپو عمل می‌کرد و در جریان اشغال سودتنلند در حدود ۱۰٬۰۰۰ کمونیست اهل چک و شهروند آلمانی را دستگیر کرد. از سپتامبر ۱۹۳۹ اداره اصلی امنیت رایش فرماندهی این واحدها ار به‌دست گرفت.
این گروه هم‌چنین از سپتامبر تا دسامبر ۱۹۳۹ در جریان عملیات تی۴ و در حذف کردن سیستماتیک عقب مانده‌ها، بیماران روانی و معلولین مغزی از جمعیت آلمان شرکت داشت. عملیات تی۴ در اصل از ۱۹۳۹ تا ۱۹۴۱ انجام می‌شد اما پس از آن نیز کشتارها به‌دست آینزاتس‌گروپن تا پایان جنگ ادامه داشت هرچند از اتاق گاز تنها تا بهار ۱۹۴۰ برای این منظور استفاده می‌شد.

## اشغال لهستان

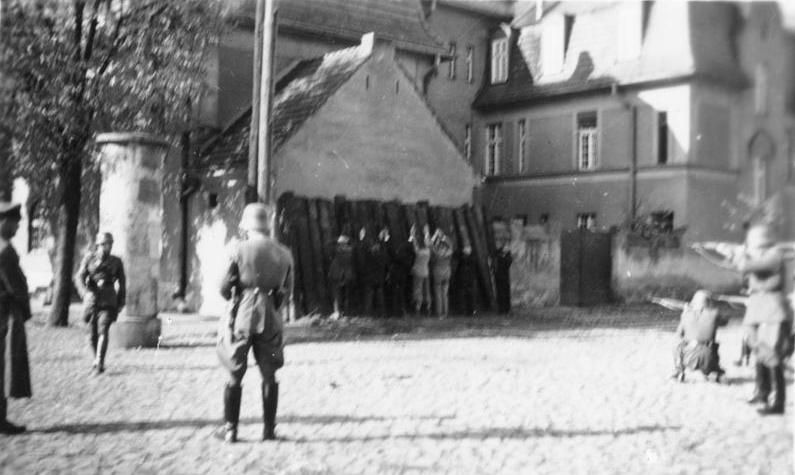
اعدام لهستانی‌ها در کورنیک، ۲۰ اکتبر ۱۹۳۹

با برنامه‌ریزی هیتلر برای حمله به لهستان، هایدریش نیز آینزاتس‌گروپن را به‌منظور همراهی با ارتش آلمان بازسازی کرد. اعضای این گروه از میان اعضای اس‌اس، اس دی یا نیروهای پلیس بودند. هایدریش ورنر بست را به فرماندهی این نیروها گماشت تا رهبران هر واحد و زیرگروه را (که به آن آینزاتس‌کماندو گفته می‌شد)، از میان افراد آموزش‌دیده و همراه با تجربه نظامی انتخاب کند. برخی از این افراد سابقاً در گروه‌های شبه‌نظامی دیگری هم‌چون فرای کورپس فعالیت داشتند.

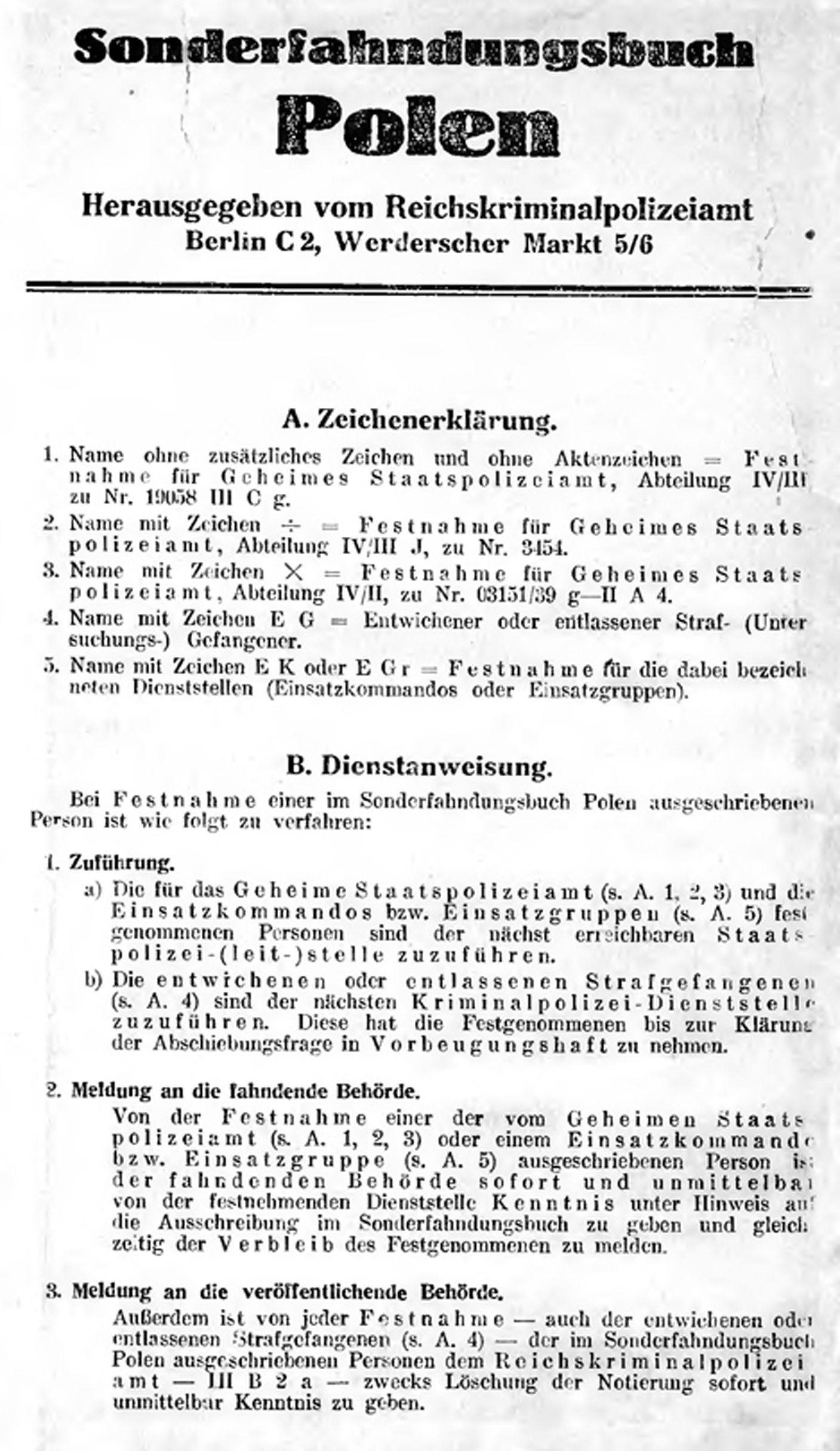
بخشی از کتاب پیگرد ویژه لهستان که در آن بیش از ۶۱٬۰۰۰ نام وجود داشت.

تا آن زمان این گروه ۲٬۷۰۰ نفر عضو داشت. با حمله به لهستان، این واحدها شروع به کشتار روحانیون، معلمان، دانشمندان و اشراف لهستانی کردند. آینزاتس‌گروپن افرادی که اس‌اس نامشان را تا می ۱۹۳۹ در لیست کتاب پیگرد ویژه لهستان جمع‌آوری کرده بود، با کمک گروه شبه‌نظامی فولکس‌دویچه زلبست‌شوتز که اعضای آن از اقلیت آلمانی لهستان تشکیل شده‌بودند، پیدا می‌کرد و به‌قتل می‌رساند. دیگر اعضای اس‌اس، ورماخت و اورپو نیز در این رشته کشتارها شرکت داشتند. تقریباً تا پایان سال ۱۹۳۹، ۶۵٬۰۰۰ شهروند لهستانی به‌قتل رسیدند. علاوه بر این افراد، آن‌ها یهودیان، کولیها، فاحشگان و بیماران ذهنی را نیز قتل‌عام می‌کردند. بیماران روانی در لهستان در ابتدا با شلیک گلوله به‌قتل می‌رسیدند اما از بهار ۱۹۴۱ استفاده از ون‌های گاز برای این کار رایج شد.

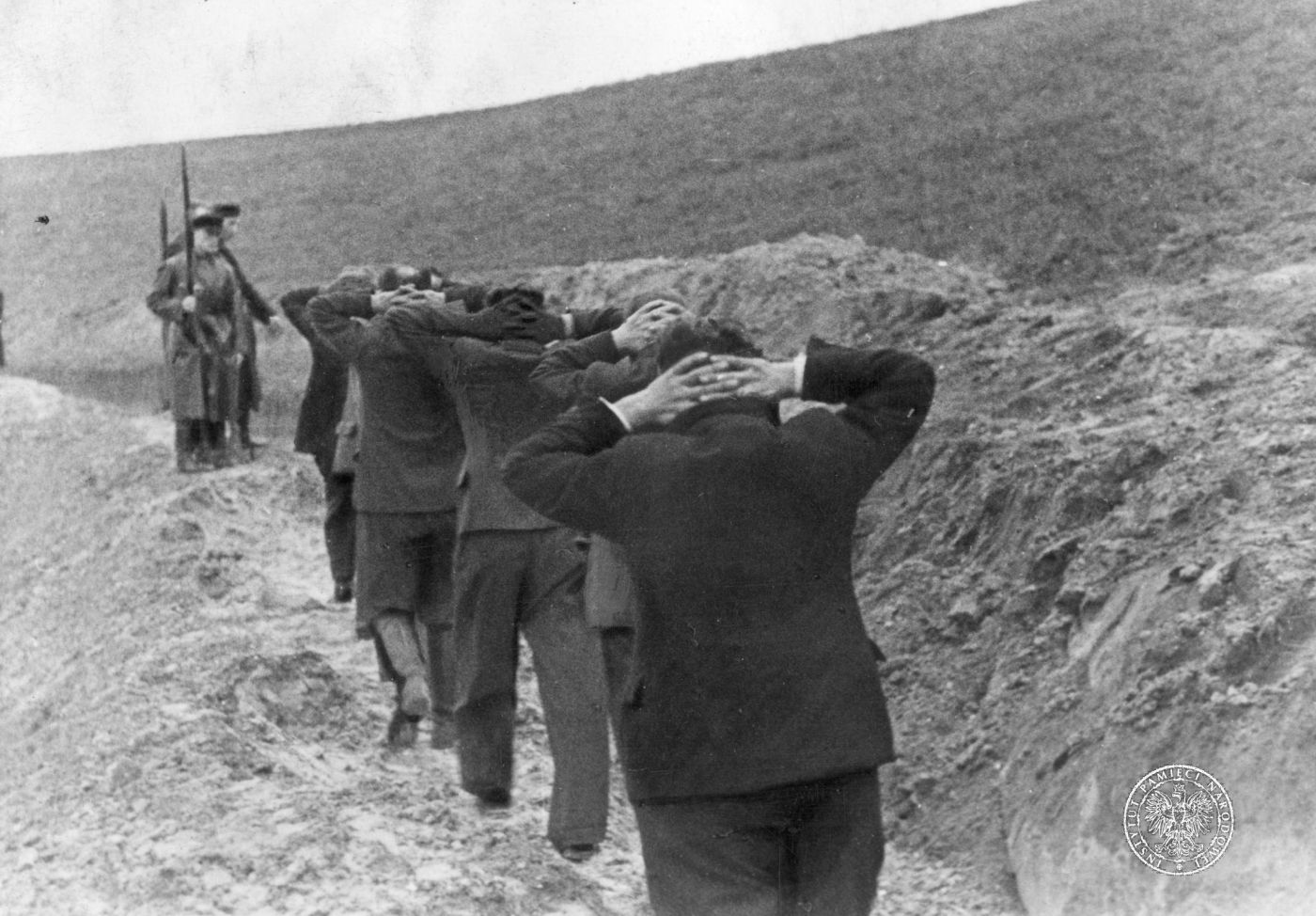
آموزگاران لهستانی شهر بیدگوشچ قبل از اعدام به‌دست فولکس‌دویچه زلبس‌شوتز

هفت گردان آینزاتس‌گروپن در لهستان بودند که هر کدام به چهار آینزاتس‌کماندو تقسیم می‌شدند:
- آینزاتس‌گروپن ۱, به فرماندهی برونو اشترکنباخ که همراه با ارتش چهاردهم فعالیت می‌کرد
- آینزاتس‌گروپن ۲, به فرماندهی امانوئل شفر که همراه با ارتش دهم فعالیت می‌کرد
- آینزاتس‌گروپن ۳, به فرماندهی هربرت فیشر که همراه با ارتش هشتم فعالیت می‌کرد
- آینزاتس‌گروپن ۴, به فرماندهی لوتهار بویتل که همراه با ارتش چهارم فعالیت می‌کرد
- آینزاتس‌گروپن ۵, به فرماندهی ارنست دامتسوگ که همراه با ارتش سوم فعالیت می‌کرد
- آینزاتس‌گروپن ۶, به فرماندهی اریش ناومان
- آینزاتس‌گروپن ۷, به فرماندهی اودو فون وویرش و اتو راش[۱۱]

گرچه آینزاتس‌گروپن به‌صورت رسمی تحت فرماندهی ارتش بودند اما دستورهای‌شان را از هایدریش دریافت می‌کردند و در اکثر موارد به‌طور مستقل از ارتش عمل می‌کردند. بسیاری از افسران ارشد ارتش خوشحال می‌شدند که قتل‌عام‌ها را به عهده آینزاتس‌گروپن بگذارند زیرا این کشتارها قوانین جنگی کنوانسیون ژنو را نقض می‌کرد. هیتلر فرمان داده بود که ارتش می‌بایست با آینزاتس‌گروپن مدارا و تا حد امکان از آن‌ها پشتیبانی لجستیکی کند. تعدادی از فرماندهان ارتش از کشتارها، غارت‌ها و تجاوزهای بیش از حد آینزاتس‌گروپن و فولکس‌دویچه زلبست‌شوتز شکایت داشتند. به عنوان نمونه، ژنرال یوهانس بلاسکوویتس یک یادداشت شکایت دربارهٔ بی‌رحمی‌های انجام شده به هیتلر فرستاد، اما هیتلر نگرانی او را بچگانه خواند و بلاسکوویتس در می ۱۹۴۰ از پست خود برکنار شد. او به خدمت در ارتش ادامه داد اما هیچگاه به درجه فیلدمارشال ارتقا نیافت.
آخرین مأموریت آینزاتس‌گروپن در لهستان، گردآوری یهودیان باقی‌مانده و فرستادن آن‌ها به گتوهای درون شهرهای بزرگ بود. هم‌چنین آینزاتس‌گروپن و ورماخت ده‌ها هزار یهودی را به شرق و سرزمین‌های تحت کنترل شوروی راندند.

## عملیات بارباروسا

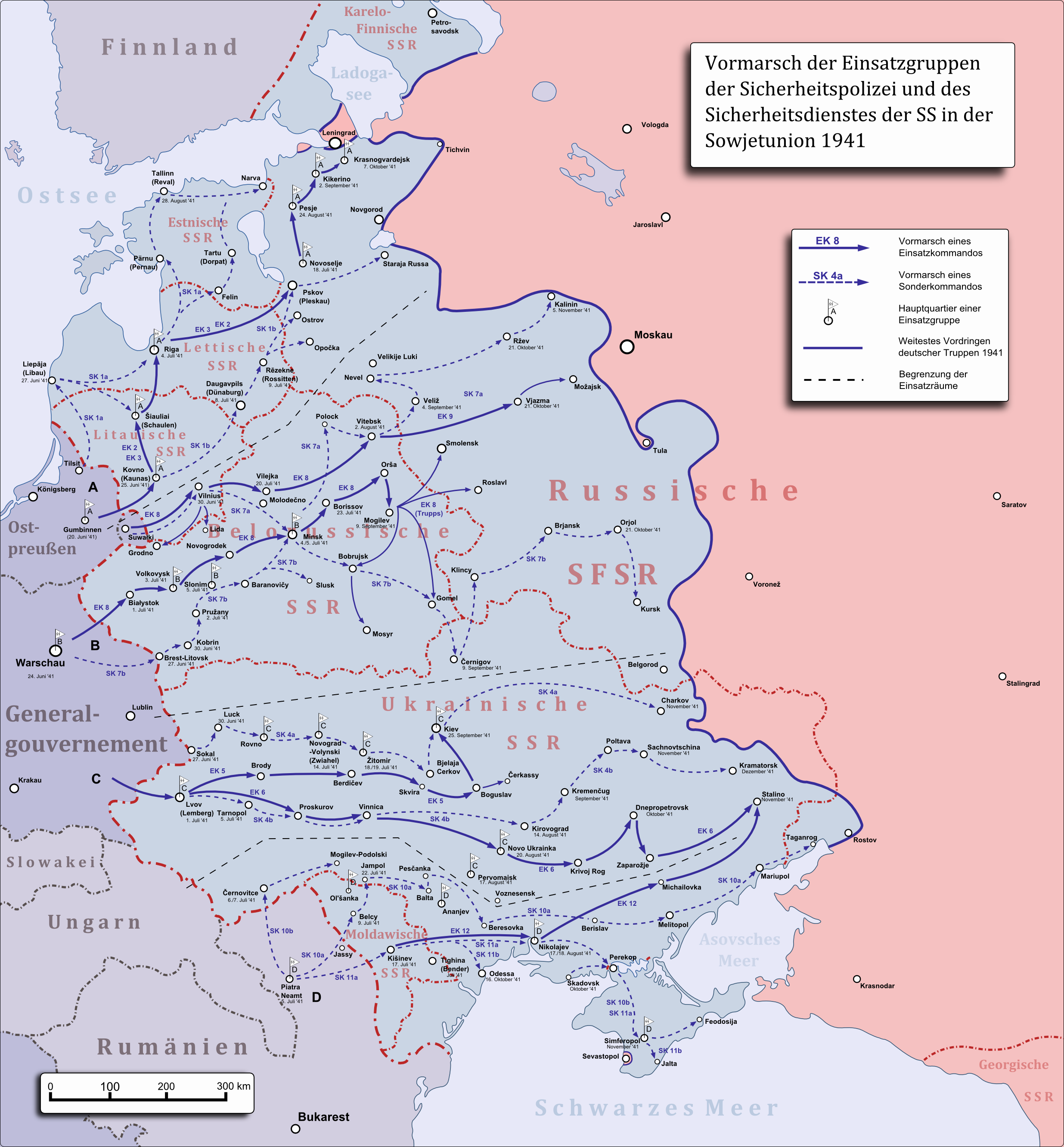

با شروع عملیات بارباروسا، آماده‌سازی آینزاتس‌گروپن برای عملیات‌های جدید نیز آغاز شد. در می ۱۹۴۱ هایدریش شفاهاً دستور قتل‌عام یهودیان شوروی را به مدرسه NCO زیپو در پرچ داد. در این مدرسه فرماندهان آینزاتس‌گروپن دوباره سازمان‌یافته برای شرکت در عملیات بارباروسا تعلیم می‌دیدند. در بهار ۱۹۴۱ هایدریش و ژنرال ادوارد واگنر از ورماخت مذاکرات خود را در مورد همکاری میان ارتش آلمان و آینزاتس‌گروپن با موفقیت به پایان رساندند. در پی توافق واگنر-هایدریش در ۲۸ آوریل ۱۹۴۱، فیلدمارشال والتر فون براوخیچ فرمان داد که به با شروع عملیات بارباروسا، تمام فرماندهان ارتش آلمان باید فوراً تمامی یهودیان ساکن مناطق اشغال‌شده را شناسایی و ثبت کنند و هم‌چنین تمامی همکاری‌های لازم را با آینزاتس‌گروپن داشته باشند.
برای عملیات بارباروسا چهار گروه آینزاتس‌گروپن تشکیل شد که هرکدام بین ۵۰۰–۹۹۰ عضو و در مجموع حدود ۳٬۰۰۰ عضو داشتند. آینزاتس‌گروپنَ A و B و C به گروه ارتش شمالی، گروه ارتش مرکزی و گروه ارتش جنوبی پیوستند. آینزاتس‌گروپن دی نیز به ارتش یازدهم ملحق شد. هایدریش به آنان فرمان داد تا اداره‌ها و برگه‌های مربوط به دولت شوروی و حزب کمونیست را حفظ کنند تا به کمک آن بتوانند تمام مقامات ارشد دولت شوروی را از بین ببرند و هم‌چنین از اقدامات تحریک‌آمیز علیه جمعیت یهودی ساکن حمایت کنند و این کار را تشویق کنند. اعضای آینزاتس‌گروپن از نیروهای اس دی، گشتاپو، اورپو، کریپو و وافن اس‌اس بودند. هر گروه آینزاتس‌گروپن تحت کنترل رهبران اس‌اس و پلیس بودند. در می ۱۹۴۱ ژنرال واگنر و والتر شلنبرگ توافق کردند که گروه‌های آینزاتس‌گروپن در خطوط مقدم تحت فرماندهی ارتش قرار بگیرند تا ارتش پشتیبانی لجستیکی را برای آن‌ها فراهم کند.
گروه‌های آینزاتس‌گروپن دیگر با تصرف قلمرو تشکیل می‌شدند. آینزاتس‌گروپن E در دولت مستقل کرواسی تحت فرماندهی لودویگ تایشمان، گونتر هرمان و در نهایت ویلهلم فوکس فعالیت می‌کرد. این واحد به پنج آینزاتس‌کماندو تقسیم شده بود که در شهرهای بانیا لوکا، وینکوتسی، سارایوو، کنین و زاگرب فعالیت می‌کردند. آینزاتس‌گروپن F با گروه ارتش جنوبی فعالیت می‌کرد. آینزاتس‌گروپن G تحت فرماندهی یوزف کرویتزر در رومانی، مجارستان و اوکراین فعالیت می‌کرد. آینزاتس‌گروپن H در اسلواکی مستقر بود. آینزاتس‌گروپن K و L تحت فرماندهی امانوئل شفر و لودویگ هان همراه با ارتش پنجم و ارتش ششم زرهی در جریان نبرد بولج فعالیت می‌کردند. هان پیش از آن فرمانده یک گروه آینزاتس‌گروپن در یونان بود.
دیگر گروه‌های آینزاتس‌گروپن و آینزاتس‌کماندو نیز وجود داشتند مانند گروه لیتیس که به فرماندهی پاول بلوبل در مرز میان اسلوونی و اتریش فعالیت می‌کرد، گروه لوکزامبورگ (مستقر در لوکزامبورگ)، گروه یوگسلاوین (مستقر در یوگسلاوی)، گروه نروگن (مستقر در نروژ) تحت فرماندهی فرانتس اشتالکر، گروه صربین (مستقر در یوگسلاوی) تحت فرماندهی ویلهلم فوکس و آگوست میسنر، گروه تیلسیت (مستقر در لیتوانی و لهستان) و گروه تونس (مستقر در تونس) به فرماندهی والتر راوف.

## کشتارها در شوروی
با شروع حمله به شوروی در ۲۲ ژوئن ۱۹۴۱، مأموریت آینزاتس‌گروپن همانند مأموریت آن‌ها در لهستان بود؛ با این تفاوت که فعالیت آن‌ها باید بر روی کشتار یهودیان و کمیسارهای حزب کمونیست اتحاد شوروی متمرکز می‌شد. در نامه‌ای که هایدریش به تاریخ ۲ ژوئیه ۱۹۴۱ به رهبران اس‌اس و پلیس فرستاد، گفته شده بود که تمامی مقامات ارشد و میانی کمینترن، تمامی اعضای ارشد و میانی کمیته‌های استانی و شهرستانی حزب کمونیست، اعضای رادیکال حزب کمونیست، کمیسارهای خلق و یهودیان در حزب و مقامات دولتی بایستی اعدام شوند. وی اعلام کرده بود که هر گونه فعالیت از طرف ساکنان قلمروهای تصرف‌شده علیه یهودیان باید مورد تشویق قرار گیرد.
در ۸ ژوئیه، هایدریش اعلام کرد که تمامی مردان یهودی بین ۱۵ تا ۴۵ سال باید اعدام شوند. در ۱۷ ژوئیه، هایدریش به آینزاتس‌گروپن دستور داد که تمامی زندانیان جنگی یهودی ارتش سرخ و هم‌چنین زندانیان جنگی گرجستان و مرکز آسیا که ممکن است یهودی باشند باید اعدام شوند. با اینکه در آلمان قوانین نورنبرگ در سال ۱۹۳۵ بیان کرده بود که یک فرد یهودی باید دارای حداقل سه پدربزرگ و مادربزرگ یهودی باشد، آینزاتس‌گروپن حتی افرادی که دارای حداقل یک پدربزرگ یا مادربزرگ یهودی بودند را نیز یهودی به‌شمار می‌آورد. آینزاتس‌گروپن هم‌چنین بیماران ذهنی و کولی‌ها را قتل‌عام کرد. کشتن گروگان‌ها به‌دست آینزاتس‌گروپن یک امر رایج بود.

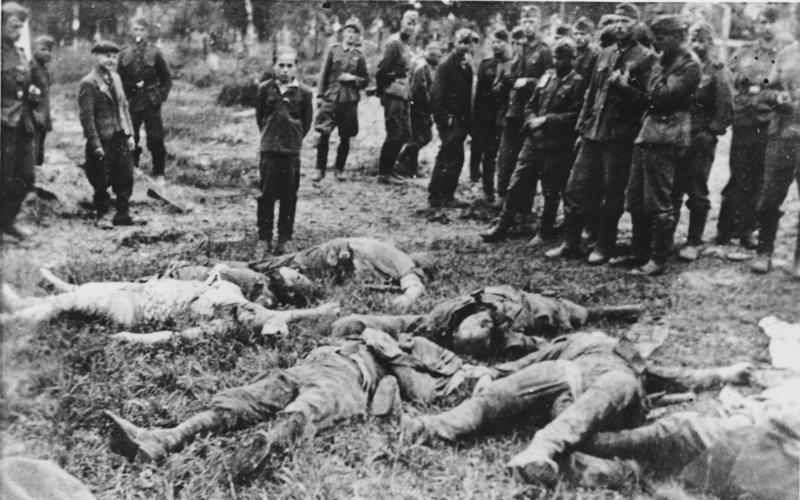
کشتار اس‌اس در زبوریف، اوکراین، ۵ ژوئیه ۱۹۴۱. یک پسر نوجوان قبل از اینکه به خودش شلیک شود برای دیدن خانواده کشته شده خود آورده می شود.

با حمله آلمان نازی به شوروی، فعالیت‌هایی از طرف چریک‌های شوروی نیز آغاز شد. در این بین یهودیان محلی همواره مورد ظن آلمان‌ها قرار می‌گرفتند. هایدریش به افسرانش دستور داده بود تا ساکنان نواحی اشغال‌شده را به پوگروم‌های ضدیهودی تحریک کنند. این پوگروم‌ها، که برخی از آن‌ها توسط آینزاتس‌گروپن هماهنگ شده بودند، در اوکراین، لتونی و لیتوانی اتفاق افتادند. در هفته‌های اول عملیات بارباروسا ۴۰ مورد پوگروم صورت گرفت که در نتیجه آن ۱۰٬۰۰۰ کشته شدند؛ و تا پایان سال ۱۹۴۱، ۶۰ پوگروم صورت گرفت که تعداد قربانیان آن‌ها ۲۴٬۰۰۰ نفر تخمین زده می‌شود. با این حال فرانتس اشتالکر، فرمانده آینزاتس‌گروپن A در نیمه ماه اکتبر به مافوقانش گزارش داد که ساکنان شهر کاوناس علاقه‌ای به شروع پوگروم‌ ندارند. موارد مشابهی از طرف آینزاتس‌گروپن B در بلاروس و روسیه و آینزاتس‌گروپن C در اوکراین گزارش شد. هرچه بیشتر نیروهای آینزاتس‌گروپن به سمت شرق پیش می‌رفتند، علاقه کمتری برای شروع پوگروم در میان ساکنین شهرها علیه همسایگان یهودی خود می‌یافتند.
تا اوت ۱۹۴۱، دامنه فعالیت‌های آینزاتس‌گروپن تا کشتار تمام جمعیت یهودی ساکن کشیده شد. در ابتدا این افراد اکثراً با جوخه‌های آتش اعدام می‌شدند. چون این کار روند اعدام‌ها را کند می‌کرد، گروه‌های آینزاتس‌کماندو شروع به کشتار افراد در گروه‌های بزرگ در کنار یک‌دیگر و در گورهای دسته‌جمعی از پیش آماده‌شده کردند.
آینزاتس‌گروپن از اعدام‌های در ملاًعام برای برای ایجاد ترس در میان جمعیت محلی استفاده می‌کرد. در گزارشی از آینزاتس‌گروپن B به تاریخ ۹ اکتبر ۱۹۴۱ یک نمونه از این نوع اعدام‌های در ملاًعام ذکر شده‌است. به‌دلیل شک آلمان‌ها به انجام فعالیت‌های پارتیزانی در نزدیکی شهر دمیدوف، تمامی ساکنان مرد بین ۱۵ تا ۵۵ سال در کمپی در برابر دید عموم قرار داده شدند. ۴۰۰ نفر از ساکنان شهر برای تماشای اعدام گردآوری شده بودند. ۵ نفر از افراد داخل کمپ به‌دار آویخته شدند و باقی با شلیک گلوله اعدام شدند.

### بابی یار
بزرگ‌ترین کشتار انجام‌شده به‌دست آینزاتس‌گروپن در ۲۹ و ۳۰ سپتامبر ۱۹۴۱ در دره بابی یار در شمال‌غرب کیف اتفاق افتاد. کیف در ۱۹ سپتامبر سقوط کرد و به‌دست آلمان‌ها افتاد. چند واحد از وافن اس‌اس شامل آینزاتس‌گروپن C تحت فرماندهی اتو راش، اعضای زوندرکماندو 4a تحت فرماندهی فریدریش یکلن و افرادی از پلیس محلی اوکراین در این کشتار شرکت داشتند. در ۲۹ سپتامبر یهودیان کیف را جمع‌آوری کردند. اخبار کشتارها هنوز به کیف نرسیده بود و یهودیان فکر می‌کردند که قرار است با خطوط راه‌آهن به محلی دیگر فرستاده شوند.
پس از یک راه‌پیمایی دو مایلی به سمت شمال‌غرب شهر، قربانیان با سیم‌های خاردار و چند پلیس اوکراینی و نیروهای آلمانی روبه‌رو شدند. این افراد قربانیان را برهنه و به داخل دره روانه کردند. سپس قربانیان از ناحیه پشت سر یا گردن توسط جوخه‌های مرگ هدف گلوله قرار گرفتند.
کشتار دو روز به‌طول انجامید و ۳۳٬۷۷۱ کشته برجای گذاشت. لباس‌های قربانیان نیز برای استفاده شهروندان آلمانی از آن‌جا برده شد. نیروهای یکلن تا پایان ماه اکتبر ۱۰۰٬۰۰۰ یهودی را قتل‌عام کردند.

## کشتارها در کشورهای حوزه دریای بالتیک
آینزاتس‌گروپن A در کشورهای استونی، لتونی و لیتوانی فعالیت می‌کرد. برطبق گزارش‌هایی که این گروه به هیملر فرستادند، در پنج‌ماهه اول حمله به بالتیک تقریباً ۱۴۰٬۰۰۰ نفر کشته شدند که از این میان ۱۳۶٬۴۲۱ نفر یهودی، ۱۰۶۴ نفر کمونیست، ۶۵۳ بیمار ذهنی، ۵۶ پارتیزان، ۴۴ لهستانی، پنج کولی و یک ارمنی بودند که مرگ آن‌ها بین ۲۲ ژوئن تا ۲۵ نوامبر ۱۹۴۱ گزارش شده‌است.
با ورود نیروهای آلمانی به شهر کاوناس در لیتوانی در ۲۵ ژوئن ۱۹۴۱، آینزاتس‌گروپن زندانیان شهر را آزاد کرد و آن‌ها را تشویق کرد تا در پوگروم به آن‌ها بپیوندند. بین ۲۳ تا ۲۷ ژوئن ۱۹۴۱، ۴۰۰۰ یهودی در خیابان‌های کاوناس به قتل رسیدند.
آینزاتس‌گروپن A در لیتوانی گروه‌های محلی ناسیونالیستی و گروه‌های ضدیهودی را استخدام می‌کردند. در یک پوگروم در اوایل ژوئیه در شهر ریگا ۴۰۰ یهودی کشته شدند. ویکتورس آرایس ملی‌گرای لتونیایی و هوادارانش کمپینی برای آتش زدن کنیسه‌ها تشکیل دادند. در دوم ژوئیه ۱۹۴۱ فرانتس اشتالکر فرمانده آینزاتس‌گروپن A آرایس را به فرماندهی گروه آرایس کماندو گماشت. این گروه زوندرکماندو که از ۳۰۰ مرد عمدتاً دانشجو تشکیل شده بود، در کنار آینزاتس‌گروپن A ۲۳۰۰ یهودی را در ۶ و ۷ ژوئیه در ریگا کشتند. در طول ۶ ماه، آرایس و افرادش در حدود نیمی از جمعیت یهودیان لتونی را قتل‌عام کردند.
مقامات محلی و پلیس‌های کمکی (که به آن‌ها شوتزمانشافت می‌گفتند) در جمع‌آوری و کشتار یهودیان در استونی، لتونی و لیتوانی نقشی کلیدی را ایفا می‌کردند. این گروه‌ها به واحدهای آینزاتس‌گروپن به شناسایی هرچه سریع‌تر یهودیان کمک می‌کردند. شوتزمانشافت که شامل پلیس‌های کمکی استخدام‌شده توسط آلمان‌ها و افسران پلیس و ارتش لتونی، گروه‌های شبه‌نظامی و ملی‌گرا و دانشجویان بود، در کشتار شهروندان یهودی لتونی مشارکت داشتند.
با شکل‌گیری واحدهایی از آرایس کماندو و گروه‌هایی مانند رول‌کماندوهامان در لیتوانی، فعالیت‌های آن‌ها از پوگروم به روی کشتارهای دسته‌جمعی متمرکز شد. با کمک این گروه‌ها، آینزاتس‌گروپن A اولین گروه آینزاتس‌گروپن بود که تلاش کرد تا تمام یهودیان این مناطق را به‌طور سیستماتیک نابود کند. تاریخ‌نگار مودریس اکستینس دراین‌باره می‌نویسد:
"از بین ۸۳٬۰۰۰ یهودی که با سقوط لتونی به‌دست آلمان‌ها افتادند، بیش از ۹۰۰ نفر باقی نماندند؛ و از ۲۰٬۰۰۰ یهودی که از غرب به لتونی فرستادند، تنها حدود ۸۰۰ نفر تا زمان آزادی زنده ماندند. این بزرگ‌ترین قلع و قمع در تمام اروپا بود."
در اواخر سال ۱۹۴۱ گروه‌های آینزاتس‌کماندو در قرارگاه‌هایشان در کاوناس، تالین و ریگا مستقر شدند. آینزاتس‌گروپن A به دلیل نفرات کم برای ادامه عملیات با مشکلاتی روبه‌رو شده بود آلمانی‌ها پس از آن برای ادامه کشتارها بیشتر به آرایس کماندو و گروه‌های شبه‌نظامی دیگر متوسل شدند.
این همکاری گسترده و مشتاقانه و وسیع ساکنان کشورهای حوزه دریای بالتیک با آلمان‌ها به چند فاکتور مربوط می‌شد. از زمان انقلاب ۱۹۰۵ روسیه مرز کرسی میان لهستان و روسیه و مرزهای دیگر کانون خشونت‌های سیاسی بود. هم‌چنین دوره حکمرانی شوروی بر این مناطق برای ساکنان آن عمیقاً دردناک بود. ساکنان این مناطق از طرف حکمرانان شوروی مورد اذیت و آزار قرار می‌گرفتند و ساختارهای اساسی موجود در جامعه از بین رفته بود. با حمله آلمان‌ها در سال ۱۹۴۱، بسیاری توانستند خود را با رژیم توتالیتر جدید مطابقت دهند و بسیاری وفاداری خود را به رایش سوم اعلام کردند. بسیاری از کسانی که در رژیم قبل با روس‌ها همکاری کرده بودند، حال توجه‌ها را از خودشان به یهودیان منحرف می‌کردند و در کشتار آن‌ها مشارکت می‌کردند.

### کشتار رومبولا
در نوامبر ۱۹۴۱، هیملر از سرعت نابودی‌ها ناراضی بود. وی به فردریش یکلن دستور داد تا گتو ریگا را پاکسازی کند. یکلن مکانی را در حدود ۱۰ کیلومتری جنوب شرق ریگا و نزدیک به ایستگاه راه‌آهن رومبولا انتخاب کرد و ۳۰۰ زندانی روسی را به کار گماشت تا گودال‌هایی را در آن‌جا حفر کنند.

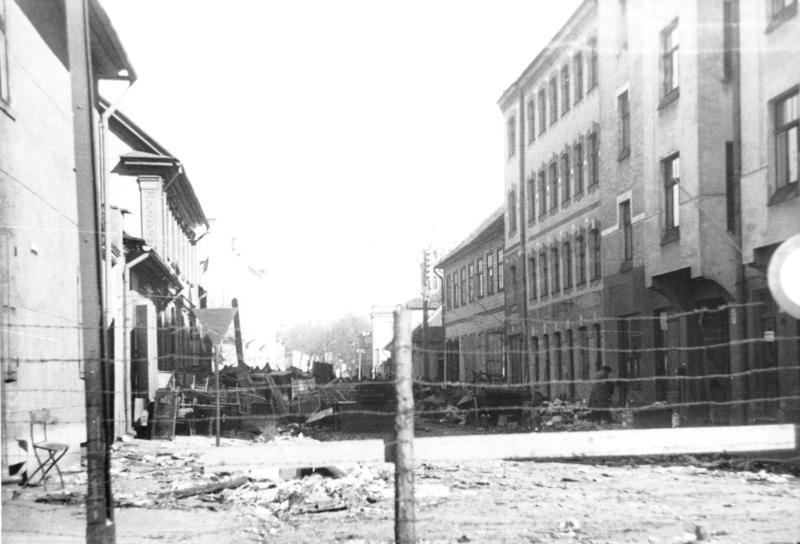
گتو ریگا در ۱۹۴۲ و پس از پاکسازی

با این‌که رومبولا در مسیر خطوط راه‌آهن قرار داشت، اما یکلن دستور داد قربانیان راه را با پای پیاده از ریگا تا محل از پیش آماده شده طی کنند.کامیون‌ها و اتوبوس‌هایی نیز برای حمل کودکان و افراد مسن تعبیه شده بود. به قربانیان گفته شده بود که باید به محل دیگری منتقل شوند و تا ۲۰ کیلوگرم اجازه دارند که با خودشان وسیله حمل کنند. روز اول اعدام‌ها، ۳۰ نوامبر ۱۹۴۱، با جمع‌آوری قربانیان در ساعت ۴ صبح آغاز شد. قربانیان در صف‌های هزار نفری به محل از پیش آماده شده برده شدند. همراه با آنان چندین سرباز اس‌اس نیز بودند که به هر فردی که توانایی ادامه راه را نداشت یا قصد فرار داشت شلیک می‌کردند.
محل اعدام جایی در نزدیکی ۲۷۰ متری از جاده به طرف جنگل بود. در اینجا قربانیان به گروه‌های پنجاه نفری تقسیم شدند و کمی بیشتر به داخل جنگل و به نزدیکی گودال‌ها برده شدند. ابتدا برهنه شدند، سپس به داخل گودال برده شدند، به روی زمین خوابانده شدند و در آخر توسط افراد یکلن با شلیک گلوله‌ای در پشت سر یا گردن کشته شدند. در آن روز در حدود ۱۳٬۰۰۰ یهودی از ریگا و هزار یهودی آلمانی که با قطار به آن‌جا آورده شده بودند کشته شدند. در روز دوم عملیات، ۸ دسامبر ۱۹۴۱، ۱۰٬۰۰۰ یهودی باقی‌مانده از ریگا نیز به همین طریق کشته شدند. در حدود هزار نفر نیز در خیابان‌های شهر یا در میانه راه کشته شدند. در مجموع ۲۵٬۰۰۰ نفر در این کشتار کشته شدند.

## پاکسازی دوم
آینزاتس‌گروپن B و C و D همیشه از روش‌های آینزاتس‌گروپن A در کشتارها پیروی نمی‌کردند. فرماندهان آینزاتس‌گروپن تا پاییز ۱۹۴۱ به این نتیجه رسیده بودند که از بین بردن تمامی جمعیت یهودیان شوروی در یک مرحله پاکسازی ممکن نیست و فکر می‌کردند که کشتارها باید متوقف شود. یک گزارش از نیروهای آینزاتس‌گروپن به تاریخ ۱۷ سپتامبر نشان می‌دهد که آلمان‌ها استفاده از یهودیان به‌عنوان کارگر را به کشتن آن‌ها ترجیح می‌دادند؛ بنابراین وقفه‌ای بین موج کشتارها به‌وجود آمد. موج اول کشتارها تابستان و پاییز ۱۹۴۱ و موج دوم به گفته تاریخ‌نگار آمریکایی رائول هیلبرگ از ۲ دسامبر ۱۹۴۱ تا تابستان ۱۹۴۲ رخ داد. در طی وقفه بین این دو موج یهودیان به گتوها فرستاده می‌شدند.
آینزاتس‌گروپن A توانست که تقریباً تمامی یهودیان مناطق تحت کنترل خود را از بین ببرد بنابراین به کمک آینزاتس‌گروپن B در بلاروس شتافت. در فوریه ۱۹۴۲ در دنیپرو آینزاتس‌گروپن D توانست جمعیت یهودیان این شهر را در عرض ۴ روز از ۳۰٬۰۰۰ نفر به ۷۰۲ نفر کاهش دهد.
موج دوم کشتارها در شوروی با مقاومت مسلحانه در برخی مناطق روبه‌رو شد هرچند که شانس آن‌ها برای موفقیت کم بود. اسلحه‌ها اکثراً ابتدایی و خانگی بودند. ارتباط بین گتوها در شهرهای مختلف غیرممکن بود بنابراین امکان ایجاد یک استراتژی مشخص وجود نداشت.

## استفاده از گاز

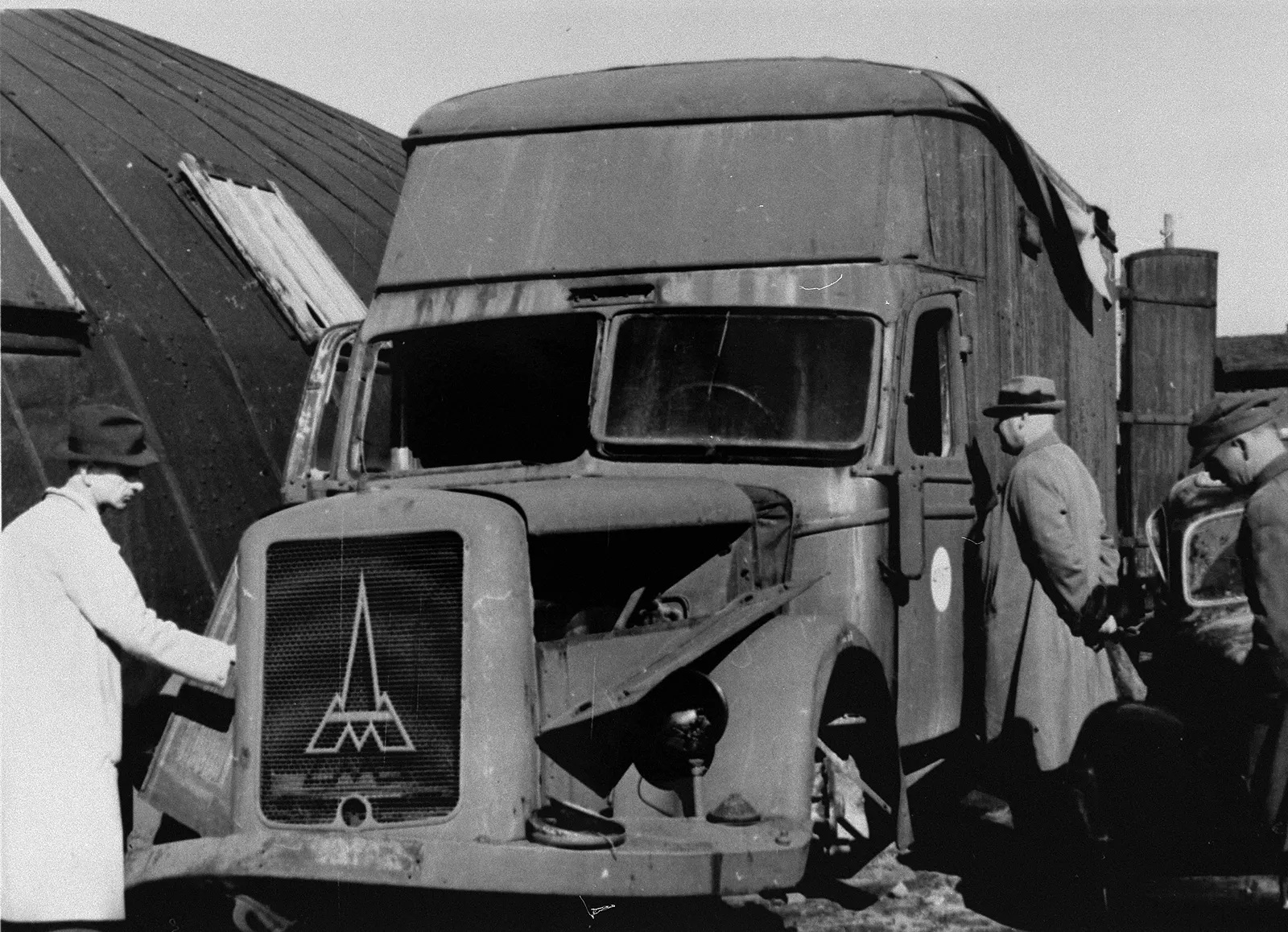
ون گاز استفاده شده در اردوگاه مرگ خلمنو

پس از مدتی، هیملر دریافت که روش‌های کشتار استفاده شده توسط آینزاتس‌گروپن ناکافی هستند. این روش‌ها هزینه‌بر بودند، باعث تضعیف روحیه نیروها می‌شدند و گاهی با سرعت کافی انجام نمی‌شدند. هم‌چنین بسیاری از نیروها دچار مشکلات روحی و روانی می‌شدند.
هیملر در جریان بازدیدی از شهر مینسک در اوت ۱۹۴۱، شاهد اعدام دسته‌جمعی یهودیان به‌دست نیروهای آینزاتس‌گروپن بود و دریافت که این کار برای این نیروها بسیار سخت و پراسترس است. تا نوامبر وی ترتیبی داد تا هر عضو اس‌اس که از مشکلات روحی رنج می‌برد تحت مراقبت قرار گیرد. وی هم‌چنین تصمیم گرفت تا استفاده از گاز را برای کشتن قربانیان، خصوصاً زنان و کودکان آغاز کند. هر چهار گروه اصلی آینزاتس‌گروپن از سال ۱۹۴۲ استفاده از ون‌های گاز را که سابقاً برای کشتار بیماران ذهنی استفاده می‌شد، شروع کردند. هرچند استفاده از این ون‌ها برای نیروهای آینزاتس‌کماندو چندان خوشایند نبود زیرا آن‌ها مجبور بودند پس از اتمام کار اجساد را از ون خارج و به طرز وحشتناکی دفن کنند بنابراین از زندانیان برای این کارها استفاده می‌کردند.
نقشه‌ها برای ریشه‌کن کردن جمعیت یهودیان در اروپا - ۱۱ میلیون نفر - در تاریخ ۲۰ ژانویه ۱۹۴۲ در کنفرانس وانزه ریخته شد. تعدادی از آن‌ها باید از طربق کار اجباری کشته می‌شدند و باقی آن‌ها در جریان اجرای راه حل نهایی. اردوگاه‌هایی مانند آشویتس، بلزک، سوبیبور، تربلینکا و اردوگاه‌های دیگر جایگزین جوخه‌های مرگ سیار شدند. نیروهای آینزاتس‌گروپن نیز فعالیت خود را در قالب نبرد با گروه‌های پارتیزانی ادامه دادند.
پس از سقوط استالینگراد در فوریه ۱۹۴۳، هیملر دریافت که آلمان احتمالاً جنگ را خواهد باخت و بنابراین دستور ویژه ۱۰۰۵ را به پاول بلوبل داد. واحدها به گورهای دسته‌جمعی شرق فرستاده شدند تا گورها را نبش قبر کنند و اجساد را بسوزانند تا اسناد نسل‌کشی را از بین ببرند. این مأموریت ناتمام ماند و بسیاری از گورها تا پس از جنگ باز نشده باقی ماندند.
در سال ۱۹۴۴ و با پیشروی ارتش سرخ به داخل خاک رایش سوم، نیروهای آینزاتس‌گروپن نیز همراه با ورماخت عقب‌نشینی می‌کردند. در اواخر سال ۱۹۴۴ بیشتر اعضای آینزاتس‌گروپن برای ادامه خدمت به واحدهای وافن اس‌اس یا اردوگاه‌های مرگ فرستاده شدند. هیلبرگ تخمین می‌زند که بین سال‌های ۱۹۴۱ تا ۱۹۴۵ نیروهای آینزاتس‌گروپن و نیروهای وابسته به آن بیش از ۲ میلیون نفر (شامل ۱٬۳ میلیون یهودی) را کشته بودند. کل جمعیت یهودیان کشته‌شده در جنگ بین ۵٬۵ تا ۶ میلیون نفر تخمین زده می‌شود.

## نقشه‌ها برای خاورمیانه و بریتانیا
براساس تحقیقات دو تاریخ‌نگار آلمانی به نام‌های مارتین کوپرس و کلاوس-میشائیل مالمان، در سال ۱۹۴۲ یک واحد آینزاتس‌گروپن برای کشتن نیم میلیون یهودی ساکن فلسطین بریتانیا و ۵۰٬۰۰۰ یهودی مصر تشکیل شد. آینزاتس‌گروپن مصر در آتن حاضر شدند تا همراه با ارتش آلمان به فلسطین بروند. رهبری این واحد را والتر راوف برعهده داشت. این واحد که در ابتدا تنها ۲۴ نفر نیرو داشت، مجبور شد تا از ساکنان محلی و سپاه آفریقا کمک بگیرند. والتر راوف قرار بود که با اروین رومل فرمانده سپاه آفریقا ملاقات کند تا از آن‌ها پشتیبانی بخواهد اما این ملاقات میسر نشد و پس از پیروزی متفقین در نبرد دوم العلمین، نقشه‌های آینزاتس‌گروپن مصر نیز به کنار گذاشته شد.
هنگامی‌که نقشه عملیات شیر دریایی در آلمان ریخته می‌شد، ۶ گروه آینزاتس‌گروپن برای همراهی با ارتش آلمان برای ورود به بریتانیا آمده شدند. آن‌ها لیستی از افراد مورد نظرشان تحت عنوان کتاب سیاه داشتند که شامل نام ۲٬۳۰۰ نفر از افرادی بود که بایستی بلافاصله پس از تصرف بریتانیا توسط گشتاپو دستگیر می‌شدند. در این لیست نام وینستون چرچیل، اعضای کابینه او، روزنامه‌نگاران و نویسندگان مشهور و اعضای دولت در تبعید چکسلواکی به چشم می‌خورد.

## گزارش یگر

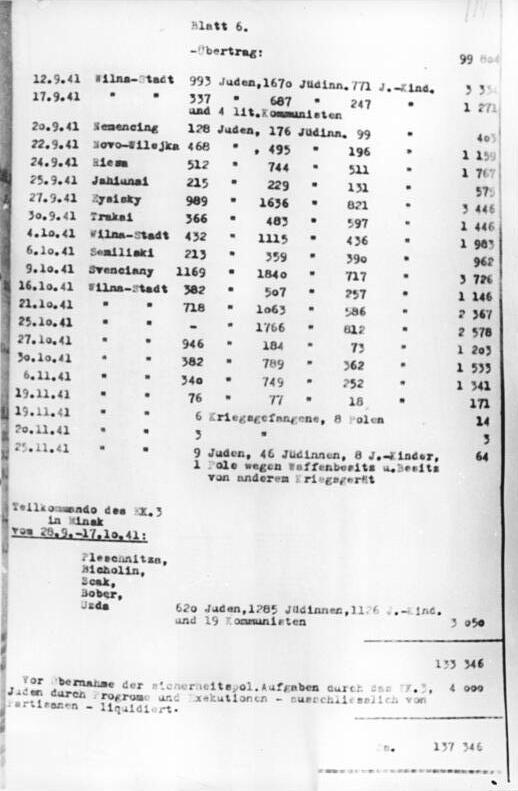
صفحه ۶ گزارش یگر نشان می‌دهد که در مجموع پنج ماه ۱۳۷٬۳۴۶ نفر کشته شده‌اند.

نیروهای آینزاتس‌گروپن گزارش بسیاری از اعمالشان را با جزئیات ثبت و ضبط می‌کردند و به مافوق‌های خود می‌فرستادند. گزارش یگر که به تاریخ ۱ دسامبر ۱۹۴۱ توسط کارل یگر به مافوق خود فرانتس اشتالکر (فرمانده آینزاتس‌گروپن A) فرستاد، عملکرد گروه آینزاتس‌کماندو III در لیتوانی را از تاریخ ۲ ژوئیه تا ۲۵ نوامبر ۱۹۴۱ نشان می‌دهد.
گزارش یگر گزارش پاکسازی ۱۳۷٬۳۴۶ نفر در لیتوانی را نشان می‌دهد که عمدتاً یهودی بودند. گزارش شامل تاریخ و محل دقیق کشتارها، شمار قربانیان و علت کشتن (یهودی بودن، کمونیست بودن، مجرم بودن و غیره) است. در مجموع گزارش نشان‌دهنده انجام بیش از ۱۰۰ مورد اعدام در ۷۱ محل متفاوت است. یگر نوشت:
"امروز می‌توانم تایید کنم که ما با آینزاتس‌کماندو III به هدفمان یعنی حل مسئله یهودیان در لیتوانی دست یافته‌ایم. در لیتوانی به غیر از کارگران یهودی و خانواده‌هایشان، هیچ یهودی دیگری وجود ندارد".
در فوریه ۱۹۴۲ گزارش ادامه کشتارها به گزارش ضمیمه شد و تعداد قربانیان به ۱۳۸٬۲۷۲ نفر رسید. از این میان ۴۸٬۲۵۲ نفر مرد، ۵۵٬۵۵۶ نفر زن و ۳۴٬۴۶۴ نفر کودک بودند. تنها ۱۸۵۱ نفر از قربانیان یهودی نبودند.
یگر در پایان جنگ از اسارت متفقین فرار کرد. وی تحت نام واقعی خودش در هایدلبرگ زندگی کرد تا مارس ۱۹۵۹ که گزارش وی کشف شد و دستگیر شد. وی در ۲۲ ژوئن ۱۹۵۹ در زندان هوهناسپرگ خودکشی کرد.

## مشارکت ورماخت
کشتارها در شرق با اطلاع و حمایت ارتش آلمان صورت می‌گرفت. در دستوری به تاریخ ۱۰ اکتبر ۱۹۴۱ که فیلد مارشال والتر فون رایشناو آن را برای ارتش ششم خواند و به دستور رایشناو معروف است آمده:
"مهم‌ترین مقصود این نبرد علیه سیستم یهود-بلشویسم، ویرانی کامل تمامی سرچشمه‌های قدرت و نابودی تاثیر آسیایی آن بر تمدن اروپایی است … در جبهه شرق یک سرباز نه تنها باید مطابق با قواعد هنر جنگ بجنگد، بلکه باید حامل استاندارد بی‌باکی از یک اندیشه ملی باشد … برای این منظور سرباز باید کاملاً بیاموزد که ضرورت خشونت را قدر بداند اما تنها مجازات است که باید به گونه‌های مادون انسان یهودی برسد".

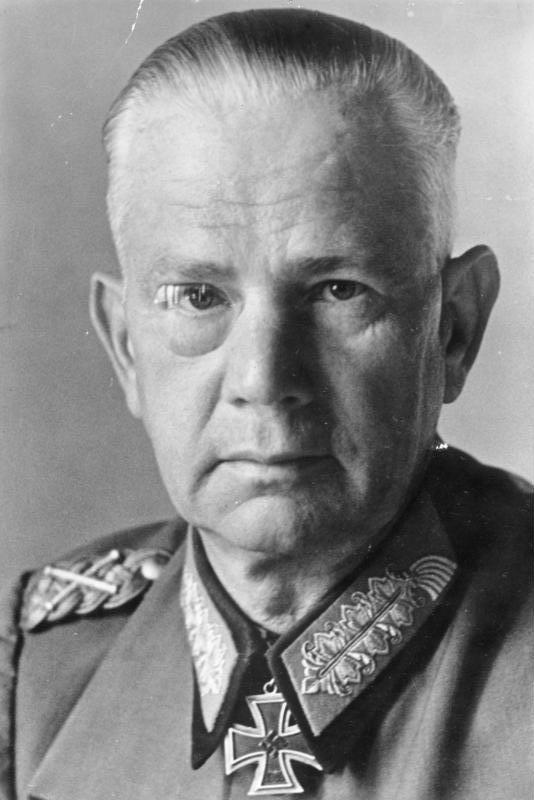
والتر فون رایشناو

فیلد مارشال گرد فون روندشتت از گروه ارتش جنوبی بیان کرد که با این دستور کاملاً موافق است و این دستور را به تمامی ژنرال‌های تحت فرمان خود فرستاد.هرچند که در جریان دادگاه‌های نورنبرگ وی گفت که تا قبل از دستگیری هیچ اطلاعی از این دستور نداشته‌است، گرچه وی تأیید کرد که ممکن است این دستور به اداره دفتر گروه ارتش رفته باشد.
ژنرال اریش فن مانشتاین در دستوری به نیروهایش به تاریخ ۲۰ نوامبر بیان کرد:
"سیستم یهود-بلشویسم یک‌بار و برای همیشه باید نابود شود".
مانشتاین در نامه‌ای که به اوتو اولندرف فرمانده آینزاتس‌گروپن دی فرستاد از این‌که اس‌اس تمامی ساعت‌های مچی یهودیان کشته‌شده را برای خود برمی‌دارد و آن‌ها را ارتش تقسیم نمی‌کند شکایت کرده بود.
گذشته از این شکایت جزئی، ارتش و نیروهای آینزاتس‌گروپن با یکدیگر ارتباط نزدیکی داشتند. در ۶ ژوئیه ۱۹۴۱ آینزاتس‌کماندو 4b و آینزاتس‌گروپن سی گزارش دادند که نیروهای ارتش به‌طور حیرت‌آوری با یهودیان با خصومت برخورد می‌کنند. در ۸ سپتامبر آینزاتس‌گروپن دی گزارش دادند که ارتباط آن‌ها با ارتش آلمان عالی است. در همان ماه فرانتس اشتالکر فرمانده آینزاتس‌گروپن آ نوشت که گروه ارتش شمالی الگوی همکاری‌کردن در نابودی‌ها هستند و هم‌چنین روابط آن‌ها با ارتش چهارم زرهی به فرماندهی ژنرال اریش هوپنر بسیار نزدیک و تقریباً از ته قلب است. در جنوب، ارتش رومانی در کشتار یهودیان اوکراین با آینزاتس‌گروپن دی همکاری نزدیکی داشت. تاریخ‌نگار آلمانی پتر لونگریش معتقد است این احتمال وجود دارد که ارتش در کنار سازمان ملی‌گرایان اوکراینی (OUN) در به‌راه انداختن پوگروم‌های لووف و کشتار ۸٬۵۰۰ تا ۹٬۰۰۰ یهودی ساکن این شهر دست داشته و با آینزاتس‌گروپن C و مردم شهر همکاری کرده‌است.

## دادگاه آینزاتس‌گروپن
پس از پایان جنگ جهانی دوم، ۲۴ رهبر ارشد نیروهای آینزاتس‌گروپن در دادگاهی با نام دادگاه آینزاتس‌گروپن که در سال‌های ۱۹۴۷–۴۸ به دست ارتش ایالات متحده آمریکا برگزار شد محاکمه شدند. آن‌ها به جنایت علیه بشریت، جنایت جنگی و عضویت در اس‌اس (به عنوان یک سازمان جنایت‌کار) متهم شدند. ۱۴ حکم مرگ و ۲ حکم حبس ابد صادر شد که البته تنها ۴ مورد از اعدام‌ها انجام شد (در ۷ ژوئن ۱۹۵۱). باقی افراد احکام سبک‌تری دریافت کردند.

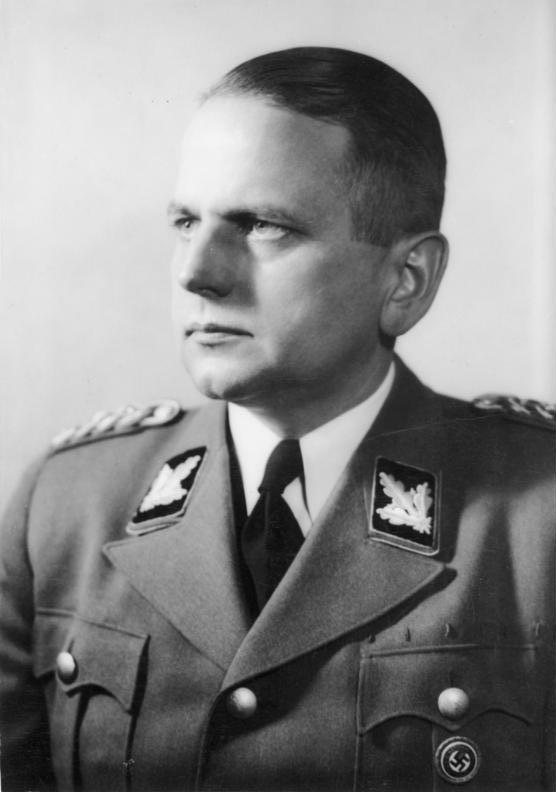
اوتو اولندرف، ۱۹۴۳

برخی از رهبران آینزاتس‌گروپن نظیر اوتو اولندرف در دادگاه گفتند که پیش از عملیات بارباروسا به آن‌ها دستور داده شده بود که خود را برای کشتار یهودیان شوروی آماده کنند. امروزه هیچ مدرکی وجود ندارد که نشان دهد چنین دستوری داده شده‌است. بازرس آلمانی آلفرد اشترایم می‌گوید که اگر چنین دستوری صادر شده بود دادگاه‌های پس از جنگ تنها می‌توانستند رهبران آینزاتس‌گروپن را به‌عنوان همدست در کشتار جمعی بشناسند. در هر حال اگر ثابت شود که نیروهای آینزاتس‌گروپن بدون دستور دست به کشتار زده‌اند، می‌توان آن‌ها را به‌عنوان عامل کشتار جمعی محکوم نمود؛ و بنابراین می‌توان آن‌ها را با مجازات سخت‌تر، از جمله اعدام روبه‌رو کرد.
اشترایم فرض را بر این گرفت که وجود یک دستور جامع در جلسه دفاع اولندرف یک مسئله ساختگی بوده‌است. امروزه این تئوری توسط بیشتر تاریخ‌نگاران پذیرفته شده‌است. لونگریچ می‌نویسد بیشتر دستورهایی که رهبران آینزاتس‌گروپن دریافت می‌کردند - مخصوصاً آن‌هایی که مربوط به انجام اعمال مجرمانه است - مبهم‌اند و در ادبیات رژیم آلمان معنای وسیعی را در بر می‌گیرند. رهبران آینزاتس‌گروپن رهنمودهایی دریافت می‌کردند دربارهٔ این که باید خشن و محکم باشند؛ همه یهودیان به‌عنوان دشمنان بالقوه شناخته می‌شدند که باید با آن‌ها با بی‌رحمی رفتار شود. یان کرشاو تاریخ‌نگار بریتانیایی معتقد است که اظهارات هیتلر پیش از عملیات بارباروسا دربارهٔ ضرورت یک جنگ بدون هیچ رحمی برای نابودی نیروی یهود-بلشویسم، از طرف رهبران آینزاتس‌گروپن این‌طور تفسیر می‌شد که آن‌ها اجازه انجام هر عمل خشن یهودستیزانه‌ای را دارند.
بسیاری از عاملان جنایات جنگی هیچ‌گاه محاکمه نشدند و پس از جنگ به زندگی عادی خود بازگشتند. بعدها آلمان غربی تنها حدود صد عضو سابق این نیروها را محاکمه کرد. با گذشت زمان کار دادگاه‌ها نیز سخت‌تر می‌شد. شاهدان پیرتر می‌شدند و شهادت آن‌ها اعتبار خود را کم‌کم از دست می‌داد. بودجه دادگاه‌ها کافی نبود و دولت‌های آلمان و اتریش تمایل کمی برای برگزاری دادگاه‌های مربوط به حوادث زمان جنگ داشتند.